# سن دیدرو
سن دیدرو (به ایتالیایی: San Didero) یک کومونه در ایتالیا است که در استان تورین واقع شده‌است.

## خصوصیات
سن دیدرو ۳٫۳ کیلومترمربع مساحت و ۵۰۰ نفر جمعیت دارد و ۴۳۰ متر بالاتر از سطح دریا واقع شده‌است.